# Saszla
A  saszla  vagy  chasselas  a szőlőfélék (Vitaceae) családjába, a  bortermő szőlőkhöz (Vitis vinifera) tartozó elterjedt és jó ízű csemegeszőlő-fajta. Több más fajtához hasonlóan fajtacsoportot képez, melyek közül legfontosabbak a fehér saszla (chasselas blanc) és a piros saszla (chasselas rouge), valamint a fehéressárga bogyójú, muskotályos ízű változata a passatutti. A természetes fajtarendszerezés szerint a keleti változatcsoportba sorolják. A világ szinte valamennyi szőlőtermesztő országában ismerik és termesztik. Legkiemelkedőbb termőterületeit a Loire völgyében Franciaországban, és Baden környékén Németországban találjuk. Kettős hasznosítású fajta, a szőlészek, a borászok és a házikert tulajdonosok egyaránt kedvelik. Franciaország legfontosabb étkezési szőlőfajtája.
A szőlőfajta több nevet visel; Svájcban  és Németországban gutedel, Franciaországban chasselas  és Ausztriában junker néven ismerik.

## Eredete és elterjedtsége
Eredete vitatott. Az egyik teória szerint a saszla az egyik legrégebbi szőlőfajta, az ősi Egyiptom 5000 éves fajtája. Egy másik magyarázat a Jordán völgyében Palesztina területéről származtatja. Megint mások – kiemelten Pierre Galet francia szőlő- és borszakértő – svájci eredetűnek tekintik.

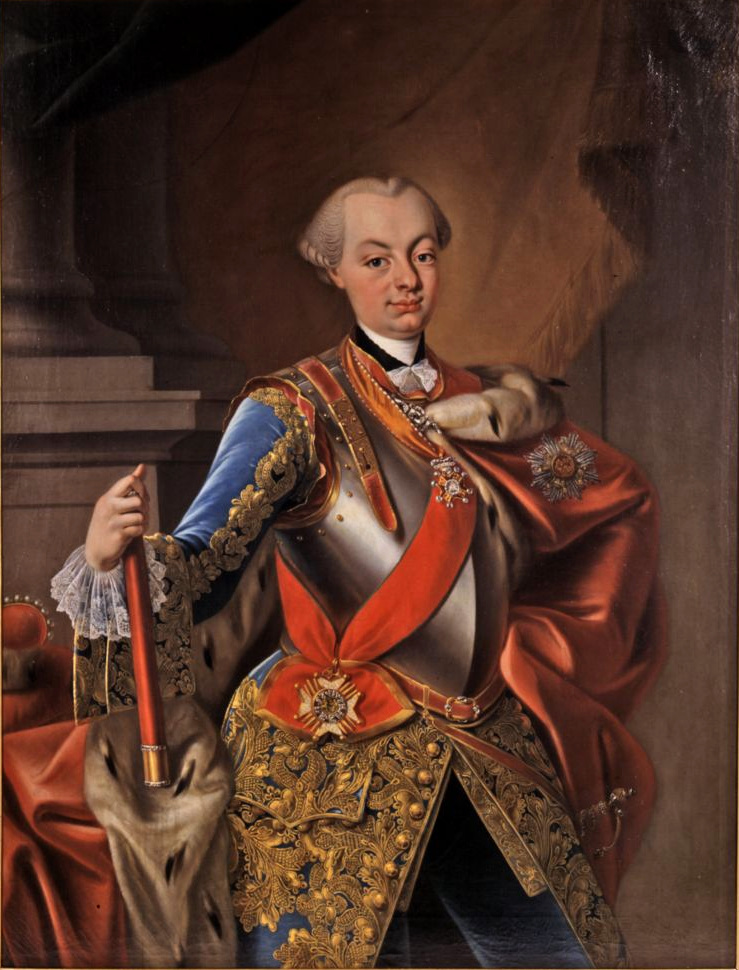
Karl Friedrich von Baden őrgróf képmása

A saszla több változata őshonos a Kairótól 70 kilométerre délnyugatra fekvő Fayyum oázisban (Egyiptom). Innen a Római Birodalom korában került Konstantinápolyba, ahonnan a szőlőfajta első tőkéit I. Ferenc francia király diplomatája, Vicomte d’Auban hozta Burgundiába. A Mâcontól délnyugatra fekvő Chasselasban telepítették az első saszla ültetvényeket. Ezt őrzi a szőlőfajta francia Chasselas elnevezése.

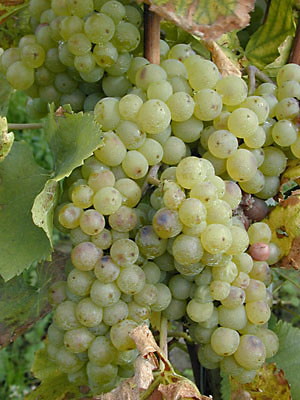
Fehér bogyójú saszla

A saszla németországi elterjedése a 17. század elejére tehető. Az első ültetvényeket Württemberg és Frankföld – majd egy évszázaddal később – Szászország dűlőin telepítették. A fajta szászországi elterjedését Karl Friedrich badeni őrgróf tevékenységéhez kötik, aki 1780-ban a Genfi-tó melletti Vevey ültetvényről hozta azokat a szőlőtöveket, amelyekkel a mai markgräflerlandi borvidék első dűlőit betelepíttette. 
Magyarországra a múlt század során került, meghonosítása és elterjesztése Fábián József tótvázsonyi lelkész nevéhez fűződik. Számos hasonneve közül erre utal a Fábiánszőlő megnevezés. Magyarországon a saszla legjobb termőhelyei a Mátrai borvidéken találhatók; a gyöngyösi „ropogós” saszla piaci kereslete különösen nagy. 6000 hektáros termőterületével hazánk legelterjedtebb csemegeszőlő-fajtája. A Saszla csemegeszőlő meghonosítása az Alföldön, Kecskemét határában Csókás József nevéhez fűződik.
Borászati felhasználásban a jobb termőtulajdonságokkal bíró klónjaikat telepítik:
Fehér chasselas: Fr. 38-95 (Fr=Freiburg, Németország), K. 16 (K=Keszthely), C.60.
Piros chasselas: Fr. 36-28 (Fr=Freiburg, Németország), K. 18 (K=Keszthely), C. 61.
Nemzetközi viszonylatban európai fajtának tekinthető; nagy saszla-ültetvények Franciaországon és Németországon túl Svájc északi részén, Portugáliában, Olaszországban, Romániában, Csehországban és Törökországban vannak. Kaliforniában és Ausztráliában főként a chasselas dore és a golden chasselas elnevezésű továbbnemesített változatai ismertek.

## Jellemzői
Tőkéje középerős növekedésű, közepes, illetve bőtermő, fekvés iránt nem, a talajra kissé igényes fajta. Levele sötétzöld, finom szövetű, szabályos 5 karéjú. A fürt középnagy, laza vagy tömött, gúla alakú, bogyója közepes, vékony, de erős héjú, húsos, ropogós, kellemes zamatos bő levű, napos oldalán rozsdás. Átlagos években már szeptember első felében fogyaszthatóak, de szüretelés ideje hosszan kitolható. Nem rothad, jól eltartható; jó fagytűrésű, megbízható fajta. A fehér és piros színű fürtök vegyes szüretelése dekoratív csomagolást és esztétikus megjelenést tesz lehetővé, növeli a fajta piaci értékét. Étkezési célú termesztése mellett több országban, így hazánkban is a termés egy részét borrá dolgozzák fel. 
Bora könnyű, friss, finom savösszetételű, gyümölcsös zamatú, szép világossárga színű, száraz fehérbor. Nem túl fajtajelleges, ezért jó házasítási alapanyag. A piros saszlából hasonló tulajdonságú rozébor készül. A legismertebb saszla-borok a svájci Fendant, a Aigle, a Mont-sur-Rolle és Féchy; valamint a francia Crépy.

## Hasonnevei
A saszla ezernyi hasonneve a világ minden tájáról – jól bemutatja a fajta elterjedtségét: Abelione, Abelone, Albilloidea, Amber Chasselas (Nagy-Britannia), Amber Muscadine, Bela Glera, Bela zlahtnina, Berezka, Berioska casla, Beyaz Gutedel, Biela plemenika praskava, Biela plemincka chrapka, Biela plemincka pruskawa, Blanchette, Blanquette, Bon blanc, Bordo, Bournet, Bournot, Charapka, Chasselas, Chasselas Angevin, Chasselas bianco, Chasselas blanc royal, Chasselas blanchette, Chasselas crognant, Chasselas croquant, Chasselas de Bar-sur-Aube, Chasselas de Bordeaux, Chasselas de Florence, Chasselas de Fontainebleau, Chasselas de Jalabert, Chasselas de la Contrie, Chasselas de la Naby, Chasselas de Moissac, Chasselas de Montauban, Chasselas de Mornain, Chasselas de Pondichery, Chasselas de Pontchartrain, Chasselas de Pouilly, Chasselas de Quercy, Chasselas de Rappelo, Chasselas de Tenerife, Chasselas de Teneriffe, Chasselas de Thomeri, Chasselas de Toulaud, Chasselas de Vaud, Chasselas di Fountanbleau, Chasselas di Thomery, Chasselas dorada,  Chasselas dorato, Chasselas Doré, Chasselas Doré hâtif, Chasselas doré Salomon, Chasselas du Doubs, Chasselas du Portugal, Chasselas du Roi, Chasselas du Serial, Chasselas du Thor, Chasselas Dugommier, Chasselas dur, Chasselas fendant, Chasselas hâtif de Tenerife, Chasselas haute séléction, Chasselas Jalabert, Chasselas jaune ciré, Chasselas Piros, Chasselas plant droit, Chasselas Queen Victoria, Chasselas Reine Victoria, Chasseals Salsa, Chasselas Tokay Angevine, Chasselas vert de la Côte, Chasselas White, Chasselat, Chrupka, Chrupka biela, Common Muscadine, Dinka Belaya, Dinka blanche, Dobrorozne, Doppelte Spanische, Dorin (Waadtland, Wallis),  Doucet, Eau douce blanche, Edelschön, Edelwein, Edelweiss, Elsässer, Elsässer weiss, Fabian, Fabiantraube, Fábiánszőlő, Fehér  Chasselas, Fehér  Fábiánszőlő , Fehér gyöngyszőlő, Gyöngyszőlő , Fehér  ropogós, Fehér ropogós Fábián, (Magyarország) Fendant (Svájc), Fendant blanc, Fendant roux, Fendant vert, Florenci Jouana, Franceset, Franceseta, Frauentraube, Gamet, Gelber Gutedel, Gemeiner Gutedel, Gentil blanc, Gentil vert, Golden Bordeaux, Golden Chasselas (Kalifornia és Ausztrália), Großblättrige Spanische, Große Spanische, Grosser Spaniger, Grüner Gutedel, Gutedel weiß, Junker (Taubertal), Königs Gutedel, Kracher, Krachgutedel, Krachmost, Lardot, Lourdot, Maisa, Marzemina bianca (Olaszország), Marzemina niduca, Morlenche, Mornan  blanc, Mornen, Mornen blanc, Most, Mostrebe, Moster (Ausztria és Markgräflerland),  Pariser Gutedel, Perlan (Genf), Pinzutella, Plamenka Belyi, Plant de Toulard, Plant de Toulaud, Plemenika praskava, Plemenka, Plemenka bela, Plemenka rana, Plemenka biela, Praskava, Pruscava biela, Queen Victoria, Queen Victoria White, Raisin d’officier, Ranka, Rebe Herrn, Rheinrebe, Rosmarinentraube, Rosmarintraube (Wallis), Royal Muscadine (Nagy-Britannia), Sasla, Sasla bela, Schönedel (Sachsen), Shasla belaya, Shasla Lechebnaya, Shasla Viktoria, Silberling, Silberweiß, Silberweißling, Süßling, Süßtraube, Sweetwater, Sweetwater white, Terravin (Waadtland), Tribianco tedesco, Tribi vignoble (Olaszország), Ugne, Valais Blanc, Viviser, Wälsche, Wälscher (Ausztria), Weißer Gutedel, Weißer Krachgutedel, White Chasselas, White Muscadine, White Sweetwater, White Van der Laan, Zlahtina, Zlahtnina, Zlahtnina bijela és Zupljanka.